# Netelia spinipes
Netelia spinipes là một loài tò vò trong họ Ichneumonidae.